# نشان صلیب گرونوالد
نشان صلیب گرونوالد (به (به لهستانی: Order Krzyża Grunwaldu)) یک نشان نظامی بود که در نوامبر ۱۹۴۳در لهستان توسط فرماندهی عالی گوردیا لودووا ، جنبش مقاومت لهستان در جنگ جهانی دوم توسط حزب کارگران لهستان ایجاد شد . در ۲۰ فوریه ۱۹۴۴ توسط شورای ملی ایالتی و در ۲۲ دسامبر توسط کمیته آزادی ملی لهستان تأیید و در ۱۷ فوریه ۱۹۶۰ توسط دولت جمهوری خلق لهستان تائید شد .
نشان صلیب گرونوالد به دلیل شجاعت یا لیاقت در نبرد با آلمان نازی به لهستانی ها یا ارتش متحد اعطا شد. پس از پایان جنگ جهانی دوم نیز به خاطر لیاقت برجسته در امر فرماندهی یا سهم برجسته در توسعه نیروهای مسلح لهستان ، این جایزه اهدا شد . در سال ۱۹۹۲ توسط رئیس جمهور لهستان از طریق پارلمان منحل شد.   